# باغ ایلخانی (شیراز)
باغ ایلخانی از بناهای محمدقلی‌خان ایلخانی خان ایلخانی قشقایی است و در نزدیکی بقعه بی‌بی دختران در محلهٔ میدان شاه واقع شده‌است. این باغ یکی از باغ‌های دوران قاجار و دارای درختان تنومند کهنسال و عمارت قدیمی عالی است. فرصت الدوله شیرازی در توصیف باغ ایلخانی می‌نویسد «در محلهٔ میدان شاه باغ کوچکی است عمارت تحتانی و فوقانی بسیار دارد و همه منقش به وضعی خوش در وسطش عمارتی است چهار فصل، سقفش به‌طور شیب‌بانی، باغچه‌هایش به گل‌های رنگین آراسته و از خار و خس پیراسته آن را محمد قلی خان ایلخانی ساخته و پرداخته محل حکم آن سلسله می‌باشد.»